# Stolnica v Otrantu
Otrantska stolnica (ital. Duomo di Otranto; Basilica Cattedrale di Santa Maria Annunziata) je rimskokatoliška stolnica v italijanskem mestu Otranto, posvečena Marijino Oznanjenje|Marijinemu oznanjenju]]. Je nadškofijski sedež Otrantske nadškofije. Stolnica je bila posvečena leta 1088. Dolga je 54 metrov in široka 25 metrov in je zgrajena na 42 monolitnih granitnih in marmornih stebrih iz neznanih kamnolomov. Je triladijska bazilika z apsidalnim vzhodnim zaključkom. Na obeh straneh zahodne fasade sta dve lancetni okni.
Najbolj znana je po talnem mozaiku iz 12. stoletja, ki pokriva celotno nadstropje ladje, svetišča in apside, ini je eden najbolje ohranjenih.

## Zgodovina

### Ustanovitev
Stolnico, zgrajeno na ostankih mesapske vasi, rimskega domusa in zgodnjekrščanske cerkve ali templja, je leta 1068 ustanovil normanski škof Viljem. Gre za sintezo različnih arhitekturnih slogov, z bizantinskimi, zgodnjekrščanskimi in romanskimi elementi. Posvetil jo je 1. avgusta 1088 pod papežem Urbanom II. apostolski legat Roffredo, beneventski nadškof.

### 12. stoletje
Mozaik, ki zavzema celotno dolžino ladje, svetišča in apside, je iz 12. stoletja – naročil ga je prvi latinski nadškof mesta Gionata.
V 12. stoletju je bil zgrajen tudi zvonik ob stolnici.

### 15. stoletje
Avgusta 1480 so se duhovščina in preživeli ob osmanskem obleganju Otranta zatekli v stolnico – osmanske sile so na koncu vdrle in pobile tiste, ki so bile v njej, ter cerkev spremenile v mošejo in uničile njene freske iz 13. stoletja. Potem ko je Otranto leta 1481 ponovno zavzela sila pod vodstvom Alfonsa V. Aragonskega, so jo spremenili nazaj v cerkev in močno prezidali, da bi shranili relikvije Otrantskih mučencev, ki so bili usmrčeni po obleganju leta 1480. Rekonstrukcija je vključevala okno rozeta na zahodni fasadi z zatrepom. V južni ladji je kapela mučencev, zgrajena po naročilu Ferdinanda I. Neapeljskega in obnovljena na javne stroške leta 1711.

### 16. stoletje do danes
Severozahodna vrata je v poznem 15. ali začetku 16. stoletja zgradil Nicholas Fernando po navodilih nadškofa Serafina da Squillacea, čigar lik je bil vklesan na konstrukcijo. Leta 1674 so bila dozidana baročna zahodna vrata. V severni ladji je baročna krstilnica, ki jo je sredi 18. stoletja naročil nadškof Michele Orsi, pokopni spomenik Francescu Maria de Aste (umrl 1719) in mavzolej metropolita Gaetana Cossa (umrl 1655). Leta 1693 je nadškof Francesco Maria De Aste zgradil slavolok in leta 1698 prekril osrednjo ladjo in svetišče s črnim, belim in pozlačenim lesenim stropom.

## Opis

### Zunanjost
Pročelje je bilo v preteklih stoletjih večkrat obnovljeno. Po uničenju turške okupacije leta 1480 je bilo dodano veliko okno rozeta: ima 16 žarkov z gotsko/arabskimi, konvergentnimi luknjami. Glavni portal v baročnem slogu je sestavljen iz dveh napol-kaneliranih stebrov na obeh straneh, ki držita pediment, z grbom nadškofa Gabriela de Santander Adarza, ki ga podpirata dva angela. Manjši portal iz poznega 15. - začetka 16. stoletja je na levi strani cerkve.
Fasado dopolnjujeta dve okni s paličevjem.

### Notranjost
Notranji tloris ima glavno in dve stranski [[ladji z apsidami, ločenimi z dvanajstimi oboki, ki jih podpira štirinajst granitnih stebrov, vsak z različnim kapitelom.
Veliki oltar je v predelu prezbiterija s srebrnim antependijem iz 18. stoletja z epizodami Marijinega oznanjenja.
Preostale freske na stenah vključujejo sledove figur v bizantinskem slogu, kot je Madona z otrokom v desni stranski ladji. V ladjah je šest oltarjev, posvečenih Jezusovemu vstajenju, sv. Dominiku, Marijinemu vnebovzetju (desno), binkoštim, Marijinemu obiskovanju in sv. Antonu Padovanskemu (levo). V levi stranski ladji je tudi krstilnica v baročnem slogu iz sredine 18. stoletja, nagrobni spomenik Francescu Maria de Aste (umrl 1719) in mavzolej Gaetana Cossa (umrl 1655).
Desna stranska ladja se konča s Kapelo mučencev. V sedmih velikih zastekljenih vdolbinah so kosti Otrantskih državljanov, ki so jih 14. avgusta 1480 zaklali in obglavili Osmani, potem ko niso zatajili krščanske vere. Za marmornim oltarjem je domnevna skala mučeništva, kamen, kjer je bilo po izročilu ubitih osemsto ljudi.
Kripta, ki je večinoma pod apsido in prezbiterijem, izvira iz 11. stoletja in je nastala po navdihu Teodozijeve cisterne in mošeje–stolnice v Córdobi. Ima tri polkrožne apside in oseminštirideset obokov, ki jih podpira več kot sedemdeset stebrov, polstebrov in slopov, vzetih iz različnih antičnih in srednjeveških zgradb. Okras vključuje ostanke fresk iz srednjega veka do 16. stoletja.

### Talni mozaik
Notranjost krasi velik talni mozaik, ki pokriva glavno in stranski ladji, prezbiterij in apsido. Naročil ga je prvi latinski nadškof mesta Jonatas, v letih 1163-1165 pa ga je izdelala skupina umetnikov pod vodstvom Pantaleona, bazilijanskega meniha iz samostana San Nicola di Casole, ki stoji nekaj kilometrov južno od Otranta.
Prizori vključujejo epizodo iz Stare zaveze, srednjeveško viteško literaturo in bestiarije ter romanco o Aleksandru. Slike so postavljene ob Drevo življenja. Vključujejo tudi Aleksandrov let v nebo, ki ga nosita dva grifina (glej spodaj).

#### Leteči Aleksander
Srednjeveška legenda v Aleksandrovi romanci (pripovedi o življenju in podvigih Aleksandra Velikega) govori tudi o Aleksandru, ki je želel videti ves svet in se je najprej spustil v globine oceana v nekakšnem potapljaškem zvonu, nato pa želel videti pogled od zgoraj. Za to je vpregel dve veliki ptici ali grifina v drugih različicah, med njima pa je bil sedež zanj. Da bi jih pritegnil, naj letita višje, je meso nataknil na dve nabodali, ki ju  držal nad njunima glavami. To je bilo precej pogosto upodobljeno v več srednjeveških kulturah, od Evrope do Perzije, kjer lahko odraža starejše legende ali ikonografije. Včasih zveri niso prikazane, le kralj drži dve palici s cvetom podobnimi kapljicami na koncih. Prizor je prikazan v talnem mozaiku stolnice iz 12. stoletja z naslovom ALEXANDER REX.

### Zvonik
Velik zvonik je kvadratnega tlorisa in čvrstega videza s štirimi zaobljenimi okni. Dekoracija obokov in okvirjev kaže podobne elemente zunanjosti cerkve.
Stolp, zgrajen v večinoma iz belih lokalnih različicah apnenca, je bil verjetno opora višje strukture, ki je nadzirala morje in okolico.